# Biesdorf (Nadrenia-Palatynat)
Biesdorf – miejscowość i gmina w Niemczech, położona w kraju związkowym Nadrenia-Palatynat, w powiecie Eifel Bitburg-Prüm, wchodzi w skład gminy związkowej Südeifel. Do 30 czerwca 2014 wchodziła w skład gminy związkowej Neuerburg. Liczy 233 mieszkańców (2009).

## Geografia
Biesdorf leży przy granicy niemiecko-luksemburskiej, na wysokości 280–300 m n.p.m.

## Dzielnice
Gmina dzieli się na dwie dzielnice:
- Biesdorf
- Gaymühle

## Historia
Na okolicznych terenach człowiek pojawił się już w epoce kamienia.
Pierwsza nazwa miejscowości Biedersstorff pochodzi z 1501. Do 1795 Biesdorf leżał na terenie Luksemburga.

## Polityka
Rada gminy składa się z sześciu członków oraz wójta jako przewodniczącego.

## Zabytki
- kościół pw. św. Remaclusa (St. Remaclus), wybudowany w stylu romańskim, jest to najstarszy kościół w biskupstwie Trewir